# Hyperboloïde
Een hyperboloïde is een kwadratisch oppervlak in drie dimensies. Er bestaan twee soorten hyperboloïden, eenbladige en tweebladige. Een hyperboloïde is een omwentelingsoppervlak. Ze ontstaat door rotatie van een hyperbool om haar as. Ze worden beschreven volgens onderstaande relaties.
{\displaystyle {x^{2} \over a^{2}}+{y^{2} \over b^{2}}-{z^{2} \over c^{2}}=1}  (Eenbladige hyperboloïde),
en
{\displaystyle {x^{2} \over a^{2}}+{y^{2} \over b^{2}}-{z^{2} \over c^{2}}=-1}  (Tweebladige hyperboloïde)
|                         |                          |
| Eenbladige hyperboloïde | Tweebladige hyperboloïde |

De dubbelkegel is het vlak dat als overgangsvorm tussen beide figuren zit. De relatie is:
{\displaystyle {x^{2} \over a^{2}}+{y^{2} \over b^{2}}-{z^{2} \over c^{2}}=0};
Als a gelijk is aan  b dan geeft dit een kegel, en anders een elliptische kegel.
|                         |             |                          |
| Eenbladige hyperboloïde | Dubbelkegel | Tweebladige hyperboloïde |

## Toepassingen
De eenbladige hyperboloïde wordt gebruikt als vorm voor koeltorens, bijvoorbeeld bij - al dan niet nucleaire - elektriciteitscentrales. De vorm is namelijk gemakkelijk, dus goedkoop op te trekken uit gewapend beton en bovendien zelfdragend. Uit de formule boven volgt namelijk, dat het oppervlak beschreven wordt door de twee stelsels rechte lijnen met de vergelijkingen:
x/a - 1 = u (z/c - y/b)
u(x/a + 1) = z/c + y/b
en
x/a - 1 = v (z/c + y/b)
v(x/a + 1) = z/c - y/b
waarin u en v reële parameters voorstellen. Elke rechte lijn van een stelsel kruist elke andere rechte lijn van hetzelfde stelsel en snijdt elke rechte lijn van het andere stelsel. Dit is ook intuïtief te zien. Zie de dubbele kegel als beschreven door rechte lijnen die steunen op de top en op twee even grote cirkels even ver onder en boven de top. Verdraai nu de twee cirkels ten opzichte van elkaar, de ene linksom en de andere even ver rechtsom. Dit geeft de eenbladige hyperboloïde met het eerste stelsel beschrijvende rechte lijnen. Verdraai nu de twee cirkels even ver in de andere zin. Dit geeft opnieuw dezelfde eenbladige hyperboloïde, maar dit keer met het tweede stelsel beschrijvende rechte lijnen.
De tweebladige hyperboloïde, althans één blad ervan, wordt toegepast als vorm voor de secundaire spiegel van een spiegeltelescoop van het Cassegrain-type.